# Сакала
Сакала (ест. Sakala kõrgustik, лет. Sakalas augstiene) благо заталасано је побрђе моренског порекла у јужном делу Естоније. Побрђе се налази југозападно од језера Вирцјарв на територији округа Виљандима и Парнума. Име је добило према историјској естонској области Сакали. У његовој основи налазе се ордовицијумске кречњачке седиментне стене.
Највише тачке побрђа су брда Харјасаре маги (ест. Härjassaare mägi 147 м), Рутумаги (ест. Rutu mägi 145 м) и Карстнамаги (ест. Kärstna mägi 136 метара). Укупна површина целог подручја је око 2.800 km2.
Сакала је једно од најважнијих развођа у земљи и на том подручју свој ток започињу неке од најзначајнијих естонских река – Навести, Халисте, Раудна, Ихне, Кипу и Танасилма. 